# Sinn
Sinn es un municipio situado en el distrito de Lahn-Dill, en el estado federado de Hesse (Alemania). Tiene una población estimada, a fines de 2020, de 6415 habitantes.
Está ubicado en el centro-oeste del estado, muy cerca de la orilla del río Lahn, un afluente del Rin.